# Волки (Смоленская область)
Волки — деревня в Руднянском районе Смоленской области России. Входит в состав Кляриновского сельского поселения. Население — 2 жителя (2007 год). 
Расположена в западной части области в 21 км к северо-востоку от Рудни, в 19 км севернее автодороги А141 Орёл — Витебск. В 22 км южнее деревни расположена железнодорожная станция О.п. 462-й км на линии Смоленск — Витебск. 

## История
В годы Великой Отечественной войны деревня была оккупирована гитлеровскими войсками в июле 1941 года, освобождена в октябре 1943 года.